# Атентат срещу Стефан Стамболов и убийство на Христо Белчев
Вижте пояснителната страница за други значения на Атентат срещу Стефан Стамболов.
| Стефан Стамболов (1854 – 1895) |  | Христо Белчев (1857 – 1891) |
| Стефан Стамболов (1854 – 1895) |  | Христо Белчев (1857 – 1891) |

Атентатът срещу Стефан Стамболов от 27 март (15 март стар стил) 1891 година е неуспешен опит за убийството на българския министър-председател Стефан Стамболов, при който загива финансовият министър Христо Белчев. Покушението, целящо отмъщение за екзекуцията на осъдения за държавна измяна майор Коста Паница, е организирано от група македонски емигранти, оглавявана от Димитър Ризов и Наум Тюфекчиев.

## Подготовка
| Димитър Ризов (1862 – 1918) |  | Наум Тюфекчиев (1864 – 1916) |
| Димитър Ризов (1862 – 1918) |  | Наум Тюфекчиев (1864 – 1916) |

Основен мотив за извършването на атентата е отмъщение за екзекуцията на майор Коста Паница, един от старшите офицери в Българската армия, популярен сред македонските кръгове в България. През пролетта на 1890 година той е осъден за подготвения от него със съдействието на Русия опит за държавен преврат. Съдът го осъжда на смърт с препоръка към княза присъдата да бъде заменена със затвор, но след личната намеса на министър-председателя Стефан Стамболов смъртната присъда е изпълнена през юни 1890 година.
Още преди екзекуцията на Паница македонският емигрант Димитър Ризов, който е оправдан по делото срещу Паница, но заминава за Белград, говори за заговор за убийството на Стамболов в случай, че смъртната присъда на Паница бъде изпълнена. В него участва Наум Тюфекчиев, производител и търговец на оръжия от Македония, който се опитва да получи от Тома Георгиев пари за организирането на атентата. През октомври Ризов изпраща от Белград в София Иван Козаров, който трябва да извърши убийството, но след като той не предприема нищо конкретно, Тюфекчиев го връща обратно. През януари 1891 година полицията арестува Александър Карагюлев, собственик на имота в село Петърч, където пребивава Козаров по време на престоя си в България. Уплашен от разкриване на заговора, Наум Тюфекчиев заминава за Белград.
Малко по-късно групата изпраща в България Кръстьо Ножаров и братът на Наум – Никола Тюфекчиев. В София те се свързват с най-малкия брат, Димитър Тюфекчиев, и с Михаил Ставрев, наричан Халю. Така се сформира групата на четиримата преки извършители на атентата. Те влизат в контакт с телохранителя на Стамболов Спас Антонов, също симпатизант на Коста Паница, с когото се договарят да не стреля по тях. След като проучват навиците на министър-председателя, те решават да извършат атентата в близост до кафенето „Панах“, което той често посещава. Целта им е да го застрелят в главата, тъй като е известно, че той носи бронезащитна жилетка.

## Извършване
На 27 март 1891 година, след заседание на правителството, Стефан Стамболов отива в кафенето „Панах“. Той е придружаван от министъра на финансите Христо Белчев, с когото обсъждат назначаването на главен секретар на финансовото министерство. Те излизат от кафенето към 20 часа и тръгват, следвани на разстояние от телохранителя Спас Антонов, по тротоара на улица „Васил Левски“, покрай източната ограда на Градската градина, когато са нападнати от атентаторите.
Нападателите се движат срещу тях на две групи. Първи са Михаил Ставрев (Халю) и Никола Тюфекчиев. Те подминават Стамболов и Белчев и веднага след това Халю хваща Стамболов за ръката, за да му попречи да използва оръжието си, и стреля по него, но улучва в лявата ръка Никола Тюфекчиев. В същото време и той стреля, но улучва Халю в дясната ръка, след което той не може да използва оръжието си. Стамболов пада на земята и изглежда поне част от нападателите решават, че той е убит. Междувременно Христо Белчев побягва към входа на Градската градина, където е застрелян от Димитър Тюфекчиев, който го взема за Стамболов.
След известно забавяне телохранителят Антонов подгонва атентаторите, но без да стреля по тях. Той все пак ранява със сабята си Димитър Тюфекчиев. В това време Стамболов отива до близкия полицейски участък и се включва в преследването на нападателите, но и четиримата успяват да избягат. Никола Тюфекчиев стига до Белград, а Халю и Ножаров – до Румъния, откъдето със съдействието на руските власти се прехвърлят в Одеса. Раненият Димитър Тюфекчиев е арестуван на следващия ден, след като в Градската градина са открити пистолети с инициалите на брат му.

## Съдебен процес
Разследването на атентата продължава повече от година, като през цялото време правителството оказва натиск върху следователите, стремейки се да докаже връзки на атентаторите с Русия и проруската опозиция в страната. Стамболов цели организирането на шумен политически процес, който да затвърди неговите политически позиции.
Единственият заловен атентатор Димитър Тюфекчиев не дава никаква полезна информация на следствието и в резултат на мъченията, на които е подложен, умира на 18 септември. Телохранителят Антонов остава неразкрит, въпреки подозренията, че е съпричастен към злодеянието. Антонов обаче извършва убийство две години по-късно и впоследствие умира в затвора. Един от съучастниците, Спас Лепавцов (баща на Димитър Лепавцов), който известно време съхранява използваните за нападението оръжия, се съгласява да сътрудничи на следствието. Въз основа на неговите показания, обвинението се опитва да докаже връзката на нападателите с известни обществени фигури като Петко Каравелов, Димитър Моллов, Климент Търновски, Светослав Миларов и Трайко Китанчев, някои от които са арестувани.
Съдебният процес се води от военнополеви съд, чиито заседания започват на 30 юни (18 юни стар стил) 1892 г. във Военното училище. Присъдите са произнесени на 1 юли, като общият брой на осъдените е около 15. На смърт са осъдени Светослав Миларов, Константин Попов, Тома Георгиев и Александър Карагюлев. Петко Каравелов е осъден на 5, а Трайко Китанчев – на 3 години затвор. Димитър Ризов, Наум Тюфекчиев и Иван Козаров също са осъдени задочно и са обявени за издирване. Смъртните присъди са изпълнени на 27 юли в двора на Черната джамия. Спас Лепавцов е осъден на смърт, но присъдата му по-късно е заменена с 5 години затвор.